# Marek Zuber
Marek Zuber (ur. 24 marca 1972) – polski ekonomista, analityk rynków finansowych i doradca finansowy.

## Życiorys
Ukończył studia na Wydziale Finansów i Bankowości Akademii Ekonomicznej w Krakowie oraz na Wydział Elektrotechniki, Automatyki i Elektroniki Akademii Górniczo-Hutniczej w Krakowie.
Pracę zawodową rozpoczął jako ekonomista i analityk w Banku Przemysłowo-Handlowym, później w banku BPH – PBK. Następnie był związany z firmami: TMS oraz Internetowy Dom Maklerski S.A, jako główny ekonomista. W 2005 roku został szefem doradców ekonomicznych premiera RP Kazimierza Marcinkiewicza.
Jest często zapraszanym przez prasę ekspertem ekonomicznym w kwestiach prognoz makroekonomicznych i rynkowych. Felietonista i ekspert m.in. dziennika Parkiet, tygodnika Wprost, Tok FM, Super Expressu, Faktu, Gazety Wyborczej, serwisu bankier.pl oraz stały ekspert Polskiego Radia, TV Republika, TVN CNBC. Zasiada w wielu radach nadzorczych. Jest laureatem nagrody „Doradcy Politycznego Roku 2006” przyznawanej przez World Connect.